# 歸辛樹
歸辛樹，金庸小說《碧血劍》和《鹿鼎記》裡的人物之一，人稱神拳無敵，為金庸小說武功絕頂高手之一。在《碧血劍》中為絕頂高手，之前跟主角袁承志有些過節，但已和好，跟鐵算盤黃真及袁承志為師傅穆人清最得意的三大弟子之一。在《鹿鼎記》一書中，主角韋小寶告訴歸辛樹一家入清宮的圖，他们得知後，企圖刺殺康熙，但行刺失敗，被清宮侍衛所殺。

## 生平
在《碧血劍》一書中，歸辛樹與妻歸二娘結為夫妻多年，卻一直沒有兒子，直到有一天，歸二娘終於有胎了，但好景不常，孩子剛出生就生了病，歸辛樹夫妻找遍了所有的大夫，都沒辦法治好孩子的病。但他們夫妻得知有一種藥可治了孩子的不治之症，總算治好了孩子的不治之症，沒白費了歸辛樹夫婦的苦心。到了《鹿鼎記》一書中，時代背景變為清朝，夫妻因吴三桂给了他们一家好处错杀天地会的卧底吴六奇，为此感到愧疚，决意跟兒子歸鍾一同刺殺康熙，結果被清兵圍捕，最終一家三口死於清宮。

## 影視形象
- 1998年电视剧《鹿鼎记》：羅莽
- 2007年电视剧《碧血剑》：王刚
- 2008年电视剧《鹿鼎记》：沈保平